# Chelonus akmolensis
Chelonus akmolensis är en stekelart som först beskrevs av Vladimir Ivanovich Tobias 1964.  Chelonus akmolensis ingår i släktet Chelonus och familjen bracksteklar. Inga underarter finns listade i Catalogue of Life.